# ورخنیه یولداشوو
ورخنیه یولداشوو (انگلیسی: Verkhneye Yuldashevo) یک شهرک در شهرستان ایلیشفسکی استان باشقیرستان کشور روسیه است.